# Ʉ
Cette page contient des caractères spéciaux ou non latins. S’ils s’affichent mal (▯, ?, etc.), consultez la page d’aide Unicode.
Ne doit pas être confondu avec Ꞹ.
La lettre U barré, Ʉ (minuscule ʉ), est une lettre additionnelle qui est utilisée dans l'écriture de langues amérindiennes, comme le kapóng au Brésil, l’arhuaco, le bara, le barasana, le carapana, le cubeo, l’emberá catío, l’emberá chamí, le guayabero, le kakua, le kogui, le koreguaje, le macuna, le piratapuya, le siriano, le tatuyo, le tucano, le tuyuca, le wanano, le wounaan, le yukpa et le yuriti en Colombie, le comanche et l’ute aux États-Unis, le popoluca de Sayula au Mexique,
dans l’écriture de langues africaines, comme le bamessing, le dii, l’ekoi, le kenyang, le koonzime, le kwanja, le limbum, le ghomala’, le guemzek, le maka, le medumba, le mfumte, le muyang, le ngiemboon, le ngomba, le ngombale, le ngwe, le nufi, le pinyin, le yamba, et le yemba au Cameroun, le budu, le mangbetu, le mayogo, le kobo, le lendu, le lika en République démocratique du Congo, le kinga, le maa, le nyakyusa, le nyanga, le rangi et le vwanji en Tanzanie, ou dans l’écriture de langues de Nouvelle-Guinée comme l’akawaio, le melpa, le mesem. Elle est aussi utilisée dans l'écriture de tsou, une langue austronésienne parlée à Taïwan.
Cette lettre est formée d'un U diacrité par une barre inscrite. Elle n’est pas à confondre avec l’u barré diagonalement ‹ Ꞹ, ꞹ ›.

## Utilisation
Dans certains manuscrits médiévaux le u barré, ou un signe lui ressemblant parfois ouvert par le bas, est utilisé comme signe abréviatif pour enim.
Le u barré a été utilisé dans certains manuscripts en moyen danois durant le Moyen Âge dont notamment K 1135 (1245) Corp nr. 30 (lathbʉ, kalbʉ, Getæsbʉ, lathbʉworæ, thierbʉ) ou Kobenhavns Stadsret 1254 DgK III nr. 1 (yorthkʉld).
Peter Skautrup (da) mentionne additionnellement d’autres manuscripts utilisant la lettre u barré, dont certains datant de 1219 (Bʉrum), de 1268 (Brothærsbʉ) et de 1289 (Drængsrʉth), ainsi que plusieurs manuscripts de la fin du XIIIe siècle ou du début du XIVe siècle comme Valdemars jordebog, AM 455 12o, Stockholm C 39 ou NkS 66,8, ou AM 24 4to,,.

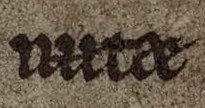
uʉtæ dans AM 455 12mo, 4v.
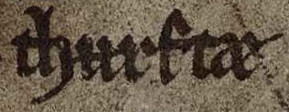
thʉrftæ dans AM 455 12mo, 4v.

Le u barré est proposé dans l’orthographe allemande de Friedrich Wilhelm Fricke dans les années 1870 et représente une voyelle fermée antérieure arrondie [y]. Dans cette orthographe, utilisée dans le journal Reform, les voyelles barrées ‹ a, ɵ, ʉ › sont utilisées à la place des lettres allemandes avec umlaut ‹ ä, ö, ü ›,. En écriture manuscrite cursive, les membres de l’Association pour l’orthographe allemande simplifiée utilisent un trait à gauche des lettres a, o, u. Fricke remplacera par la suite ses lettres par les lettres avec une encoche à gauche ‹ ꞛ, ꞝ, ꞟ ›, avant que celles-ci ne soient définitivement abandonnées.

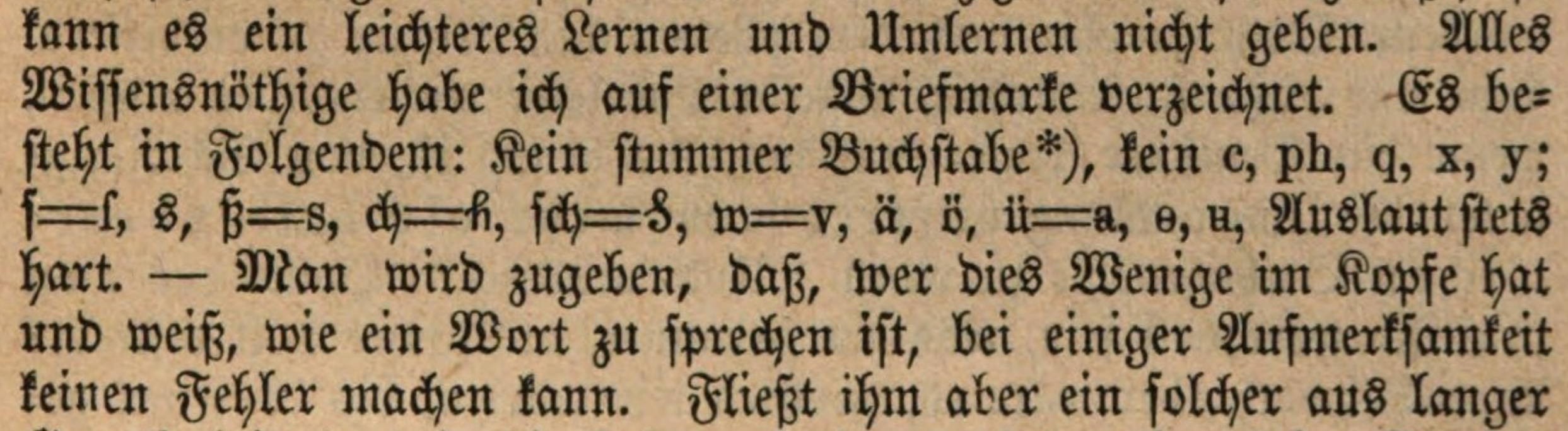
Description de l’orthographe allemande de Fricke en 1877.
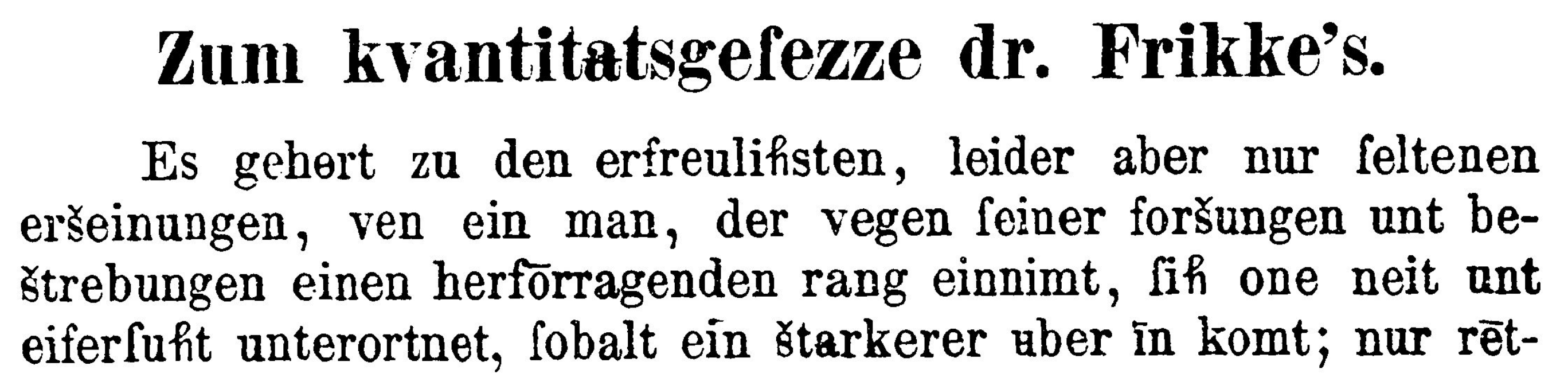
Exemple de l’orthographe allemande de Fricke dans le journal Allgemeine deutsche Lehrerzeitung de 1877.

Daniel Jones et Solomon Tshekisho Plaatje utilisent l’u barré ‹ ʉ › dans un ouvrage d’apprentissage du tswana publié en 1916, dans lequel il représente une voyelle fermée centrale allophone de /u/ entre /i/ et /u/.
La minuscule ‹ ʉ › est utilisée comme symbole dans l'alphabet phonétique international pour noter la voyelle fermée centrale arrondie /ʉ/. Il figure déjà dans L’écriture phonétique internationale de l’Association phonétique internationale publié en 1921. Il est utilisé officiellement à partir de 1928.
Dans certaines langues, comme le guayabero, elle est utilisée pour transcrire une voyelle fermée centrale non arrondie /ɨ/.
Le ʉ est utilisé dans l’alphabet de certaines langues formosanes à Taïwan, dont notamment le kanakanabu.
Le ʉ est utilisé en yukpa en Colombie pour transcrire une voyelle fermée postérieure non arrondie /ɯ/.
En ute, le u rayé est utilisé pour transcrire une voyelle fermée postérieure non arrondie [ɯ].

## Représentations informatiques
Le U barré peut être représenté avec les caractères Unicode suivants :
| formes    | représentations | chaînes de caractères | points de code | descriptions                                 |
| --------- | --------------- | --------------------- | -------------- | -------------------------------------------- |
| capitale  | Ʉ               | Ʉ                     | U+0244         | lettre majuscule latine u barré              |
| minuscule | ʉ               | ʉ                     | U+0289         | lettre minuscule latine u barré              |
| exposant  | ᶶ               | ᶶ                     | U+1DB6         | lettre modificative minuscule latine u barré |